# Cruz de Guerra (Noruega)
La Cruz de Guerra con espada es una medalla militar noruega y está por encima de todas las demás  medallas militares. Es el premio de Mayor rango de Noruega. De 1941 a 1945 el premio se otorgó con y sin espada. Después de 1945, todos los premios son con espada. La única persona en obtener la Cruz de Guerra con tres espadas fue Gunnar Sonsteby la mayor condecoración de Noruega.   

## Historia
La Cruz de Guerra se introdujo en 1941 para recompensar a aquellos que se distinguieron particularmente por sus esfuerzos en la Segunda Guerra Mundial, por su valentía personal o su liderazgo sobresaliente en combate o situaciones similares a las de combate. Tanto los ciudadanos noruegos como los extranjeros pueden recibir la Cruz Militar. El premio lo otorga el Rey en consejo.
La distinción se otorgó hasta 1949 por sus esfuerzos durante la guerra de 1940 a 1945. Luego se detuvo hasta que se decidió reanudarla el 26 de junio de 2009, tanto por sus esfuerzos durante la Segunda Guerra Mundial como por los conflictos armados posteriores en los que Noruega participó. Después de esto, el premio también se otorga por sus esfuerzos en la Guerra de Afganistán y en la fuerza de la ONU en la Guerra de Bosnia y Herzegovina. La Cruz de Guerra ha sido concedida a un total de 284 personas, así como a siete banderas y estandartes franceses. El nombre del premio corresponde al que se otorga a condecoraciones militares similares en otros países, incluidos Francia, Bélgica, Grecia, Luxemburgo y República Checa. Estas cruces de guerra se instituyeron en relación con la Primera o la Segunda Guerra Mundial.

## Diseño
La decoración consiste en una cruz en forma de trébol en bronce con el Escudo de Noruega en relieve en el centro de la cruz. La espada no tiene motivo. La cruz está suspendida de la cinta en una media corona de roble, que está unida a la parte superior del brazo transversal vertical. La corona de roble se utiliza en el simbolismo militar y representa valentía, fuerza y patriotismo. La cinta es de los colores de la Bandera de Noruega, roja con una franja central en blanco, azul y blanco. La banda puede equiparse con una o más espadas. El gobierno hizo que Spink & Son en Londres, una empresa reconocida como fabricante de insignias y medallas de orden, produjera la Cruz de Guerra. Se produjeron muchas más copias de la Cruz de Guerra de las que se distribuyeron. Se desconoce el número total. En 1950, el Alto Mando noruego tenía 1.300 en stock. El Museo Noruego de Defensa se hizo cargo de las existencias del Ministerio de Defensa y más tarde también compró las existencias de espadas de Spink.
La Cruz de Guerra se entregó en un estuche rojo adornado con el escudo nacional de Noruega en la tapa, que estaba forrada por dentro con un forro de seda con la marca del fabricante. El estuche tenía incrustaciones de tela de felpa y un espacio perforado para la medalla.

## Espada
De 1941 a 1945, las cruces de guerra se emitieron con y sin espadas. Después de 1945, todos los premios son con espadas. Originalmente, quien recibía la,distinción varias veces debía recibir, además de la espada en la cinta, una estrella. Después de que se cambiaron los estatutos en 1945, esto se cambió de modo que cada vez que se otorga la cruz a la misma persona, se agrega una espada. Se sabe que la firma de Oslo J. Tostrup AS, que también fue joyera oficial de la orden noruega, produjo varias espadas y dispositivos de sujeción, pero esta firma no fabricó esta decoración. La empresa Ottar Hval también produjo espadas para la Cruz Militar. Las espadas de fabricación noruega pueden haber sido un reemplazo de las espadas originales perdidas o destruidas, así como de las asignaciones hechas después de la guerra. Dados los diferentes fabricantes, las espadas pueden variar algo en diseño. Sólo se conocen tres copias con una estrella, que tiene un diseño facetado. similar a la utilizada para la Medalla de Guerra.

### Diploma
El premio viene acompañado de un diploma. El diploma lleva el escudo nacional en colores en la parte superior y tiene un texto estándar preimpreso que anuncia el premio en nombre del rey. Tiene campos abiertos para rellenar en nombre del destinatario y la breve justificación que los estatutos determinan que debe dotar al diploma. El nombre y la justificación se pueden escribir a máquina o a mano. Los diplomas están fechados y llevan la firma del rey Haakon VII. El diploma también está firmado por el Primer Ministro y el ministro de Defensa. Varios diplomas fueron firmados por el Primer Ministro y el ministro de Defensa después del final de la guerra y, por lo tanto, llevan los nombres de Einar Gerhardsen y Jens Christian Hauge.

### Versiones en miniatura
Las órdenes y medallas se pueden producir en versiones en miniatura para usarlas en ciertos tipos de vestimenta de fiesta. Estas versiones en miniatura no son oficiales, sino que son copias realizadas por encargo privado de varios fabricantes diferentes. Hay una gran cantidad de variantes en miniatura de la <Cruz de Guerra. Muchos de estos se producen en Tostrup og Spink.